# 2020 KX11
2020 KX11 ist ein Planetoid, der in der zweiten Mai-Hälfte 2020 entdeckt wurde und zur Gruppe der Kuipergürtel-Planetoiden (Kuiper Belt Object, kurz KBO) gehört. Das Objekt läuft auf einer fast kreisrunden Bahn in ungefähr 536 Jahren um die Sonne. Die Bahnexzentrizität seiner Bahn beträgt 0,02, wobei diese 14,3° gegen die Ekliptik geneigt ist. Stand 2020 hat der Planetoid das vierthöchste bekannte Perihel eines Mitgliedes unseres Sonnensystems und das höchste bekannte Perihel eines klassischen KBO.
Man beachte, dass die Bahndaten trotz einer uncertainty=3 noch sehr unsicher sind, da bisher nur ein Beobachtungsbogen von 2 Tagen zur Verfügung steht.